# Cornelis de Bruijn
Pour les articles homonymes, voir De Bruijn.
Cornelis de Bruijn ou de Bruyn, dit en français Corneille le Brun (La Haye, 1652 – id., ca. 1727), est un graveur, peintre, voyageur et écrivain néerlandais (Provinces-unies) du siècle d'or. Il entreprend deux grands voyages (1674-1693) et (1701-1708). Le livre illustré qu'il publie au bout de son premier périple est le premier au monde contenant des gravures en couleurs.

## Biographie
Cornelis de Bruijn travaille d'abord dans un atelier de peintres à La Haye. Durant un premier voyage, il se rend, en passant par l’Allemagne, jusqu'à Florence puis Rome. À Rome, à la fin de 1674, il se lie aux Bentvueghels qui lui donnent le surnom d’« Adonis ». En 1678, il voyage, via Livourne, jusqu'à Smyrne, ville qui, à cette époque, possédait une colonie hollandaise. L'année suivante, de Bruijn dessine à Constantinople des femmes turques portant le voile.
En 1681, il arrive en Égypte, alors ottomane, et y gravit la pyramide de Chéops ; il laisse sa signature au sommet du monument. Il est le premier à dessiner une partie de l'intérieur de l'édifice. Cependant, « éreinté et brûlé par la chaleur étouffante du soleil », il repart dès le soir. De Bruijn dessine beaucoup de villes de l'Empire ottoman, comme Jérusalem et Bethléem en Palestine, la plupart du temps sans en avoir l'autorisation, et fait un séjour prolongé à Alep. Il dessine la ville de Palmyre en Syrie, qui avait été ravagée par l'empereur Aurélien, mais sans y avoir mis les pieds ! En passant par Chypre et Smyrne, il arrive en 1684 à Venise, où il collabore avec Johann Karl Loth, dit « Il Carlotto ».

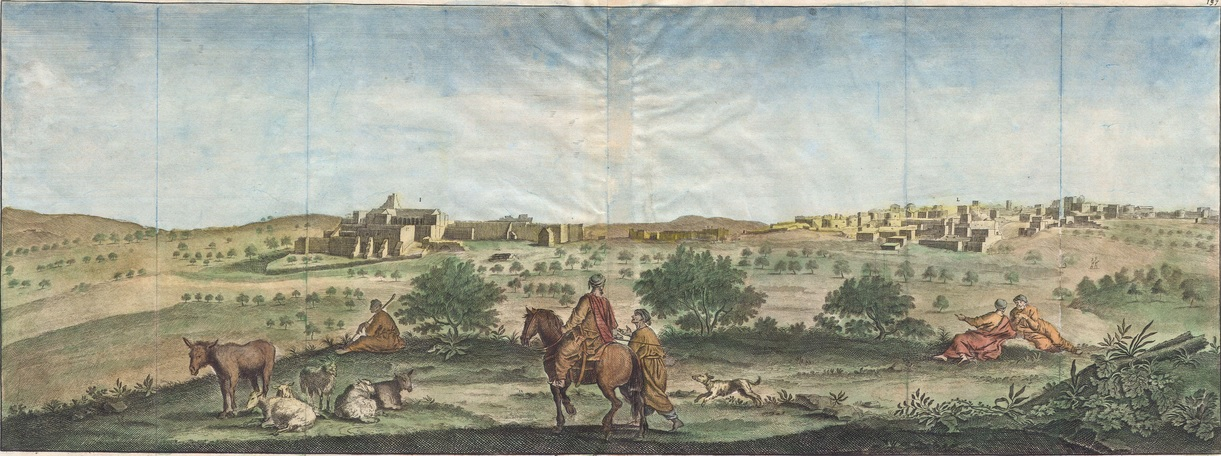
De Bruijn. Vue de Bethléem. 1698.

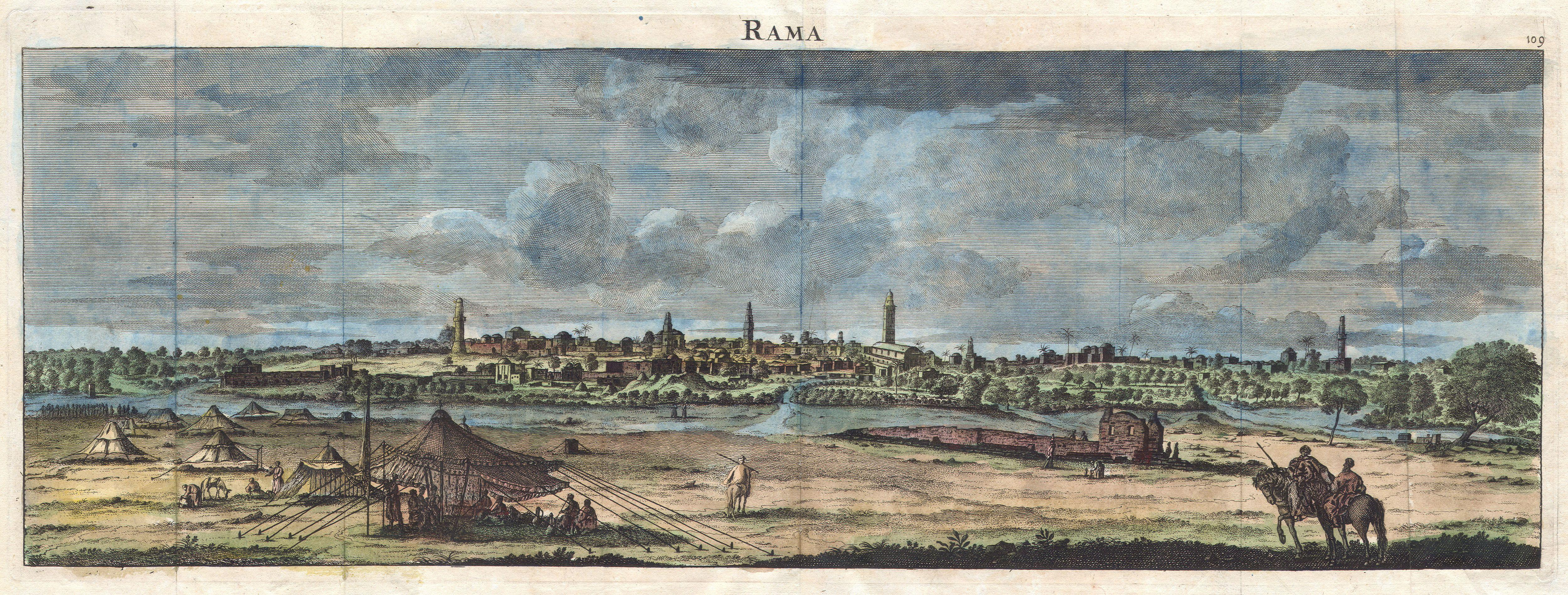
De Bruijn. Vue de Rama. 1698.

En 1693, il retourne à La Haye, où il vend comme souvenirs des objets qu'il avait emportés ou qu'il avait fait envoyer. En 1698, il publie à son propre compte son premier livre – une description touristique comprenant un grand nombre de vues de villes –, qu'il dédie à Anton Ulrich van Brunswijk-Wolfenbüttel. Ses dessins de Jérusalem et de l'intérieur des pyramides sont les premiers à être publiés en Europe. De Bruijn, qui a lu tous les livres en grec ou en latin concernant ces pays, fait montre de grandes connaissances, sur un ton souvent humoristique. Il se sert entre autres des descriptions d'Olfert Dapper. Son livre est un succès ; deux exemplaires de celui-ci comportent des illustrations mises en couleurs grâce à un procédé imaginé par Johannes Teyler.
En 1699, il est promu à la tête de la guilde des peintres de La Haye. En 1700, il voyage en Angleterre et, en 1701, il entreprend son second grand voyage. Accompagnant l'ambassade d'Eberhard Isbrand Ides, il visite Arkhangelsk et les Nénètses de la Russie du Nord. Arrivé à Moscou, le tsar Pierre le Grand lui demande de peindre ses petites cousines. De Bruijn s'exécute, et les portraits sont envoyés à des candidats potentiels au mariage. De Bruijn est le premier étranger auquel l'occasion est donnée de décrire différents bâtiments intéressants à Moscou, et ailleurs en Russie. Il attache de l'importance à toutes sortes de détails : l'habillement, les châtiments, les noces, la nourriture, la vodka et le vin, le temps qu'il fait et la façon de voyager. Deux ans plus tard, il traverse la Volga pour poursuivre son voyage jusqu'à la ville d'Astrakhan, où il visite la région des Tchérkesses et fait connaissance des Tatars au sud. Il dessine des végétaux et des animaux de la région, et fait parvenir des plantes et des graines séchées. En Perse, il réalise des dessins d'Ispahan et de Persépolis, ville autrefois ravagée par Alexandre le Grand, et où il séjourne trois mois durant. De Bruijn publiera des dessins de l'écriture cunéiforme. En 1705, il poursuit son voyage jusqu'à l'île de Ceylan et à Java, et rend visite au sultan de Bantam. Après six mois, en 1708, de Bruijn revient sur ses pas en empruntant la même route. En Perse, il parvient à mettre la main sur l'une des copies du récit épique de Ferdowsi, le Shâh Nâmeh (Livre des Rois), et le rend accessible à l'Occident. En Pologne, c'est de justesse qu'il échappe aux armées qui se livraient à des pillages depuis la Grande guerre du Nord. Il rejoint Moscou, et quitte le pays en passant par Arkhangelsk.
On ignore comment il finançait ses voyages ; il est possible qu'il se servît de lettres de rente, sortes de traveler's cheques de l'époque. Sur la route, Cornelis de Bruijn trouve fréquemment à se loger chez des marchands néerlandais. Le bourgmestre d'Amsterdam, Nicolas Witsen, lui permet d'établir les contacts nécessaires, et il l'incite à produire des dessins précis de la ville aux quarante colonnes tombée en ruine, Persépolis. Le second livre de de Bruijn, pourtant le plus scientifique des deux, connaît moins de succès que le précédent, et de Bruijn est à nouveau accusé de plagiat, un méfait dont beaucoup se rendaient coupables à cette époque. De Bruijn vivra à Amsterdam, mais, après s'être endetté, il partira s'installer à Vianen. Un marchand l'invitera par la suite à venir habiter dans sa maison de campagne sur le Vecht.

## Publications
- (nl) Reizen van Cornelis de Bruyn door de vermaardste Deelen van Klein Asia etc. Verrijkt met meer als 200 kunstplaaten door den auteur zelf na het leven afgeteekend, 1698.
- (fr) Corneille Le Brun, Voyage au Levant. Traduction française, 1700.
- (en) Corneille Le Brun, A Voyage to the Levant: or Travels in the Principal Parts of Asia Minor. Traduction anglaise, 1702.
- (nl) Reizen over Moskovie, door Persie en Indie verrijkt met 300 kunstplaaten door den auteur zelf na 't leven afgeteekend, 1711.
- (nl) Aenmerkingen Over de Printverbeeldingen van de Overblijfzelen van het Oude Persepolis, 1714.
- (fr) Voyages de Corneille le Brun par la Moscovie, en Perse, et aux Indes Occidentales. Traduction française, 1718.
- (en) Corneille Le Brun, Voyage to the Levant and Travels into Moscovy, Persia, and the East Indies. Traduction anglaise, 1720.
- (en) C[orneille] Le Brun, An Abstract of M.C. Le Brun's Travels through Russia, 1722.
- (ru) Puteshestvie cerez Moskouviju Kornelija de Brujna. Extraits, en russe, 1873.